# Boma-Badingilo Migratory Landscape
Die Boma-Badingilo Migratory Landscape ist ein Savannenökosystem im Südsudan, das vor allem durch die dortigen Tierwanderungen bekannt ist. Das Gebiet beinhaltet den Boma-Nationalpark und den Badingilo-Nationalpark. Es steht auf der Vorschlagsliste zum UNESCO-Weltnaturerbe.

## Lage
Die Boma-Badingilo Migratory Landscape liegt im Südsudan und reicht vom Weißen Nil im Westen bis zur Grenze zu Äthiopien im Osten. Die wandernden Herden des Weißohrkobs verlassen bei ihrer Wanderung das Gebiet allerdings eine Zeitlang um über die äthiopische Grenze in das Gebiet des dortigen Gambela-Nationalparks zu ziehen.

## Flora
Die Flora wird von Grasländern und Baumsavannen dominiert, an Flüssen gibt es Auen. Häufig auftretende Grasgattungen sind Hyparrhenia, Sporobolus, Pennisetum und Echinochloa. An Bäumen sind Akazien und Langfäden häufig. In der Trockenzeit auftretende Feuer verhindern eine Verbuschung der Grasländer und sind deshalb essentiell für das Ökosystem.

## Fauna
Die häufigsten Tiere der Region sind der Weißohrkob (Kobus leucotis), der Tiang (Damaliscus lunatus tiang) und die Mongalla-Gazelle (Eudorcas albonotata), welche Herden von tausenden von Tieren auf der Suche nach Wasser und frischem Grün bilden können. Die Wanderung beginnt mit dem Einsetzen der Trockenzeit in den Savannen des Badingilo-Nationalparks. Die Herden des Tiang ziehen nun nach Norden zu den Sümpfen und Überschwemmungsgebieten des Sudd, während der Weißohrkob vom Badingilo Nationalpark zum Boma-Nationalpark wandert, um dort über die äthiopische Grenze in das Gebiet des dortigen Gambela-Nationalparks zu gelangen. Zur Regenzeit wandern beide Arten wieder zurück zu den Savannen des Badingilo-Nationalparks.
Man schätzt die Tierbestände auf circa 800.000 Weißohrkobs, 160.000 Tiang und 250.000 Mongalla-Gazellen. Neben den wandernden Arten gibt es noch eine Menge standorttreuer Pflanzenfresser, die keine oder weniger ausgeprägte Wanderungen unternehmen. Dazu gehören Oryxantilopen (Oryx beisa), Lewel-Kuhantilopen (Alcelaphus lelwel), Elenantilopen (Taurotragus oryx), Riedböcke (Redunca redunca), Kaffernbüffel (Syncerus caffer), Elefanten (Loxodonta africana), Nilpferde und Giraffen (Giraffa camelopardalis rothschildi). Ob die Mongalla-Gazelle Wanderungen unternimmt oder standorttreu ist, ist bisher unbekannt.
Raubtiere sind durch Löwen (Panthera leo), Leoparden (Panthera pardus), Geparden (Acinonyx jubatus) und Wildhunde (Lycaon pictus) vertreten.
Die Bestände vieler Tierarten haben allerdings durch Bejagung drastisch abgenommen. Konnte man 1980 noch 29.460 Zebras während der Trockenzeit im Boma-Nationalpark zählen, ist diese Art inzwischen wohl ausgestorben mit der letzten bestätigten Sichtung im Jahr 2009 und einer unbestätigten im Jahr 2013.

## Avifauna
Die Avifauna der Region ist nicht genau bekannt. Strauße der seltenen Unterart Struthio camelus camelus leben hier, vor allem in den trockeneren Savannengebieten.